# Nakaoka Maiko
Nakaoka Maiko (中岡 麻衣子; Hepburn: Nakaoka Maiko) (Amagaszaki, 1985. február 15. –) japán válogatott labdarúgó.

## Klub
A labdarúgást a Takarazuka Bunnys csapatában kezdte. 1997 és 1999 között a Takarazuka Bunnys csapatában játszott. 2003 és 2008 között a Tasaki Perule FC csapatában játszott. 56 bajnoki mérkőzésen lépett pályára és 1 gólt szerzett. 2009-ben a Speranza FC Takatsuki csapatához szerződött. 2011-ben az Albirex Niigata csapatához szerződött. 2012-ben vonult vissza.

## Nemzeti válogatott
2005-ben debütált a japán válogatottban. A japán válogatott tagjaként részt vett a 2006-os Ázsia-kupán. A japán válogatottban 14 mérkőzést játszott.

## Statisztika
| Japán válogatott | Japán válogatott | Japán válogatott |
| Időszak          | Mérk.            | gól              |
| ---------------- | ---------------- | ---------------- |
| 2005             | 3                | 0                |
| 2006             | 10               | 0                |
| 2007             | 1                | 0                |
| Összesen         | 14               | 0                |

## Sikerei, díjai
Klub
- Japán bajnokság: 2003